# 卡萨尔萨-德拉德利齐亚
卡萨尔萨-德拉德利齐亚（義大利語：Casarsa della Delizia），是意大利弗留利-威尼斯朱利亚大区波代诺内省的一个市镇。总面积20.4平方公里，人口8580人，人口密度420.6人/平方公里（2009年）。ISTAT代码为093010。